# Verge3D
Verge3D (рус. Вердж3Д) — 3D-рендерер реального времени и сопутствующий инструментарий, предназначенный для создания и отображения интерактивной трёхмерной графики в браузерах, основанный частью участников проекта Blend4Web.

## Обзор
Verge3D позволяет пользователям создавать интерактивный контент с помощью имеющихся на рынке инструментов для 3D моделирования (в настоящее время поддерживаются Blender, Autodesk 3ds Max и Autodesk Maya), конвертируя трёхмерные сцены в форму, пригодную для просмотра в браузере.

## История
В 2017 году руководитель разработки открытого фреймворка Blend4Web, Юрий Ковеленов, решил выйти из проекта и основать новый движок, который получил название Verge3D. Вместо специализированного формата экспорта JSON был предложен стандартный glTF. Для разработки проекта была создана новая фирма Soft8soft, решившая в итоге переключиться на чисто коммерческую модель разработки.

## Особенности
Verge3D использует технологию WebGL для отображения графики. Движок включает компоненты библиотеки Three.js и предоставляет разработчиками приложений доступ к её API.
Puzzles
Функциональность приложений может быть добавлена как при помощи программирования на языке JavaScript, так и без написания кода с использованием среды визуального программирования Puzzles, являющейся расширением фреймворка Google Blockly. Среда Puzzles предназначена главным образом для лиц, не являющихся программистами и позволяет создавать интерактивные сценарии, соединяя между собой логические блоки методом drag-and-drop.
App Manager
App Manager — легковесная браузерная программа для создания, управления и публикации проектов, которая имеет в своем составе локальный сервер разработки. Интегрированный в App Manager облачный сервис Verge3D Network позволяет публиковать веб-приложения на Amazon S3 и EC2.
PBR
Для разработки материалов предлагается совместимый со стандартом glTF 2.0 рабочий процесс, основанный на физически корректном рендеринге (англ. physically-based rendering, PBR). Также предлагается подход, основанный на использовании стандартных систем материалов, имеющихся в инструментах 3D моделирования. Текстуры, совместимые с системой PBR, создаются с помощью специализированных сторонних инструментов, таких как Substance Painter, для которого Verge3D предлагает соответствующий пресет для экспорта.
glTF и интеграция
Verge3D интегрирован с Blender, 3ds Max и Maya, позволяя пользователям создавать геометрию, материалы и анимацию в стандартном окружении соответствующего инструмента, с последующим экспортом сцены в формат glTF. Функция Sneak Peek позволяет экспортировать и просматривать сцены непосредственно из без предварительного создания проектов.
Facebook 3D posts
Для размещения 3D сцен в новостной ленте Facebook имеется поддержка экспорта в формат GLB. Экспортированные GLB-файлы могут быть открыты с помощью App Manager.
Компрессия ресурсов
Экспортированные файлы при желании могут быть сжаты с использованием алгоритма LZMA. При этом достигается уменьшение размера загружаемых данных в среднем в 6 раз.
Пользовательский интерфейс
Пользовательский интерфейс, создаваемый с помощью сторонних HTML-редакторов, может быть логически соединен с элементами 3D сцены с помощью редактора Puzzles. Таким образом, пользовательские события могут приводить к изменениям в 3D сцене и наоборот, пользовательские события от элементов 3D сцены изменяют HTML окружение.
Физика
Физический модуль подключается независимо от основного программного модуля, и включает поддержку определения столкновений, реализацию физики персонажей и транспортных средств, симуляцию поведения пружин и ткани.
AR/VR
С версии 2.10 поддерживается технология WebXR, необходимая для работы с устройствами виртуальной реальности и дополненной реальности из окна браузера. Поддерживаются шлемы HTC Vive и Oculus Rift, а также устройства класса Google Cardboard. Приложения, работающие с AR/VR, разрабатываются с помощью визуального редактора Puzzles или JavaScript-кода.

## Рабочий процесс
Рабочий процесс в Verge3D имеет существенные отличия от прочих WebGL-фреймворков, делая упор на доступности работы для не-программистов. Разработка нового приложения обычно начинается со стандартных процедур моделирования, текстурирования и анимации 3D объектов. Готовые модели собираются в сцену в единственном *.blend, *.max или *.mb-файле. Данный файл затем служит основой для инициализации проекта с помощью App Manager. По желанию можно добавить интерактивный сценарий с помощью редактора Puzzles. Приложение может быть запущено в браузере на любой стадии из App Manager. Готовое веб-приложение может быть размещено в облаке Verge3D Network, опубликовано в новостной ленте Facebook или на собственном сайте пользователя.